# Ateneo 100.7 FM
Ateneo 100.7 FM fue una estación de radio en frecuencia modulada que transmitía desde Caracas, Venezuela. Perteneció al Ateneo de Caracas.

## Historia
Salió al aire en 2003 como una alternativa atípica dentro del panorama radial caraqueño. Las actividades del Ateneo de Caracas eran difundidas a través de la emisora. La oferta musical principal estaba conformada por el lounge, el chill out, el ambient, el trance y otras variaciones de música electrónica; aunque también se ponían clásicos del pop y el rock; así como el hip hop. Además había espacios informativos y educativos. Carmen Ramia era la presidenta de la emisora; mientras que el gerente general fue Johann Moreán de Las Casas y el director de programación fue el locutor Polo Troconis fueron los creadores del concepto. Ateneo 100.7 FM estuvo afiliada temporalmente al Circuito Radial Triple F.
En 2012, el Ateneo de Caracas concretó un acuerdo con el Circuito Ven FM, mediante el cual, Ateneo 100.7 FM se alió a ese grupo radial. La emisora cambió su nombre a Ven FM 100.7 y adoptó otro estilo musical y de contenido.

## Programación
- El Club Magenta - Manuel Lebon
- Circuito Cerrado - Julio César III Venegas
- El Cuarto Azul
- El Yin & Yang
- Ciudad Glam - Carla Tofano
- Fusible fm - Armando Toledano, y el Colectivo El Fusible